# Coscineuscelus cribratus
Coscineuscelus cribratus es una especie de coleóptero de la familia Attelabidae.

## Distribución geográfica
Habita en Cuba.